# بودزوناید

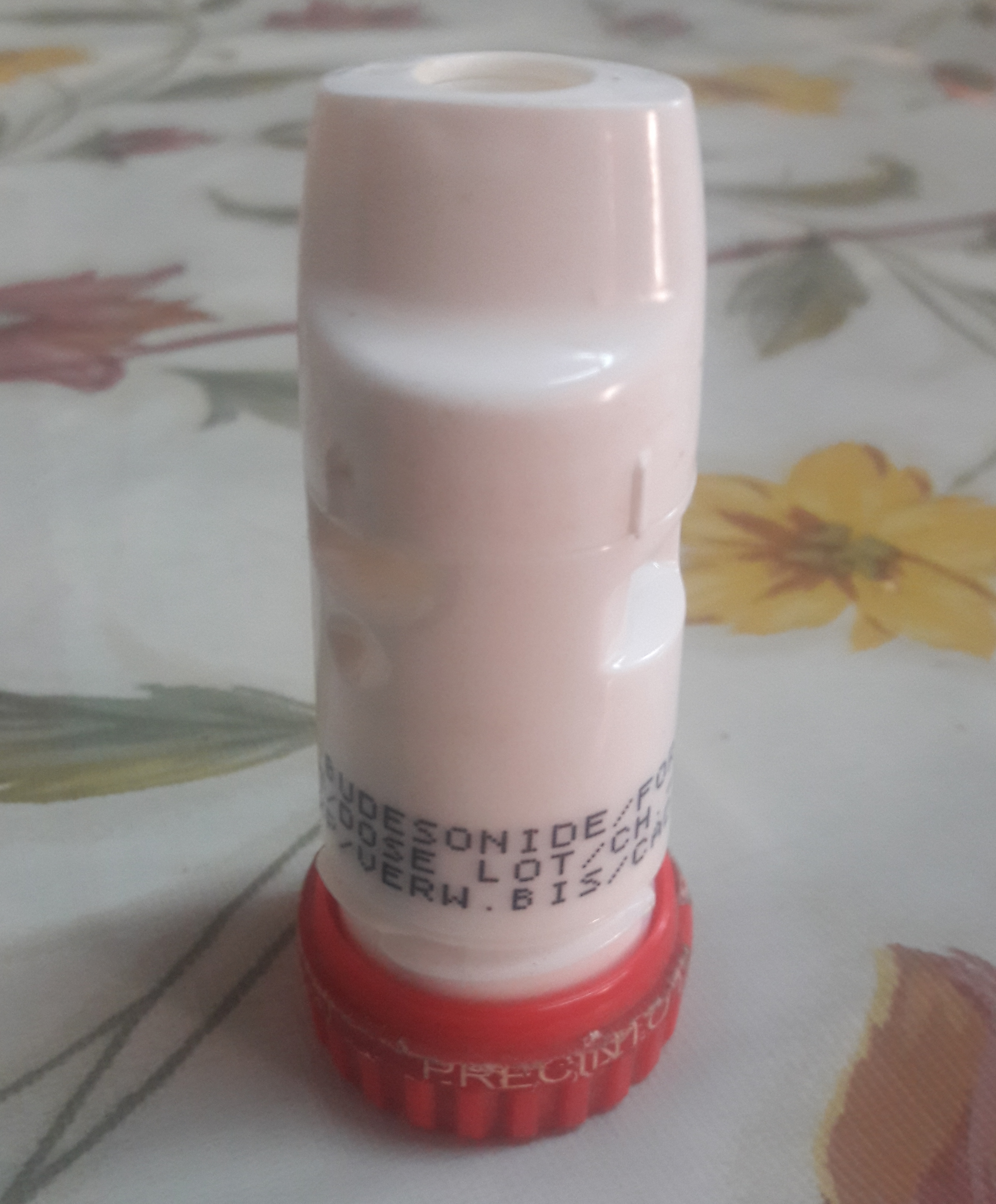
به شکل پودر

بودزوناید(BUD)، که همچنین با نام تجاری Pulmicort فروخته می‌شود، دارویی از نوع کورتیکواستروئید است. به صورت تنفسی، قرص، اسپری بینی و اشکال رکتال در دسترس است. فرم تنفسی آن در درمان طولانی مدت آسم و بیماری مزمن انسدادی ریه (COPD) استفاده می‌شود. از اسپری بینی برای رینیت آلرژیک و پولیپ بینی استفاده می‌شود. قرص‌های موجود برای بیماری التهابی روده از جمله بیماری کرون، کولیت اولسراتیو و کولیت میکروسکوپی استفاده شود.
عوارض جانبی شایع با فرم تنفسی آن شامل عفونت‌های تنفسی، سرفه و سردرد است. عوارض جانبی رایج به شکل قرص، شامل احساس خستگی، استفراغ و دردهای مفاصل است. عوارض جانبی جدی شامل افزایش خطر عفونت، تحلیل استخوان و آب‌مروارید است. استفاده طولانی مدت از فرم قرص ممکن است باعث نارسایی آدرنال شود؛ بنابراین قطع قرص به دنبال استفاده طولانی مدت ممکن است خطرناک باشد. فرم تنفسی معمولاً در دوران بارداری بی‌خطر است. بودزوناید به‌طور عمده به عنوان یک گلوکوکورتیکوئید عمل می‌کند.
بودزوناید در ابتدا در سال ۱۹۷۳ ثبت اختراع شد. استفاده تجاری به عنوان داروی آسم در سال ۱۹۸۱ آغاز شد. این دارو در فهرستداروهای ضروری سازمان بهداشت جهانی که ایمن‌ترین و موثرترین داروهای مورد نیاز در یک سیستم بهداشتی است قرار دارد. برخی از فرم‌ها به عنوان داروی عمومی در دسترس هستند. قیمت عمده فروشی در کشورهای در حال توسعه برای نوع تنفسی آن که حاوی ۲۰۰ دوز است، تا تاریخ ۲۰۱۴ حدود ۵ دلار آمریکا تا ۷ دلار بوده‌است. تا تاریخ ۲۰۱۵ هزینه استفاده یک ماه معمولی از داروهای استنشاقی در ایالات متحده ۱۰۰ دلار آمریکا تا ۲۰۰ دلار آمریکا بوده‌است. در سال ۲۰۱۷، این دارو ۱۹۰مین داروی رایج در ایالات متحده بود که بیش از سه میلیون نسخه در آن وجود داشت.

## فارماکوکینتیک
بودزوناید پس از تجویز به فرم خوراکی به خوبی از دستگاه گوارش جذب می‌شود. به علت متابولیسم عبور اول کبدی گسترده فراهم زیستی دارو حدود ۱۰٪ می‌باشد. نیمه عمر دارو بین ۴–۲ ساعت است. دارو به میزان ۸۸٪ به پروتئین‌های پلاسما متصل می‌شود.